# SuperBike Brasil
O SuperBike Brasil é o maior e mais disputado Campeonato de motociclismo do Brasil e das Américas. Foi criado em 2010 e é administrada desde sua fundação pela empresa de Bruno Corano, tricampeão da modalidade máxima do motociclismo nacional. 
Hoje o campeonato figura entre os 5 maiores do mundo e é referência no cenário nacional, projetando Campeões de diversas Categorias.
Além de lançar diversos pilotos para o mercado e ser uma porta de aprendizagem em diversas categorias, o evento reúne uma série de iniciativas sociais, parcerias e oportunidades para pilotos e entusiastas. 
Assim como campeonatos como o MotoGP ou o Mundial SuperBikes WSBK, o SuperBike Brasil é um espaço para os fãs da motovelocidade, da adrenalina e das aventuras sobre duas rodas. 
As maiores montadoras do mundo correm no Brasil apenas no Superbike. Honda, Kawasaki, BMW, entre outras, marcam presença em todas as etapas.

## Campeões Brasileiros de SuperBike
| Ano  | Campeão          | Moto            | Equipe                   | Info   |
| ---- | ---------------- | --------------- | ------------------------ | ------ |
| 2010 | Murilo Colatreli | Kawasaki ZX-10R | Dia-Frag Racing          | [ 1 ]  |
| 2011 | Danilo Andric    | BMW S1000RR     | Limited Motorsport       | [ 2 ]  |
| 2012 | Diego Faustino   | BMW S1000RR     | BMW Team Brasil          | [ 3 ]  |
| 2013 | Maico Teixeira   | Honda CBR1000RR | Honda Mobil Racing       | [ 4 ]  |
| 2014 | Maico Teixeira   | Honda CBR1000RR | Honda Mobil Racing       | [ 5 ]  |
| 2015 | Diego Faustino   | Honda CBR1000RR | Honda Mobil Racing       | [ 6 ]  |
| 2016 | Diego Faustino   | Honda CBR1000RR | Honda Racing Corporation | [ 7 ]  |
| 2017 | Eric Granado     | Honda CBR1000RR | Honda Racing Corporation | [ 8 ]  |
| 2018 | Eric Granado     | Honda CBR1000RR | Honda Racing Corporation | [ 9 ]  |
| 2019 | Eric Granado     | Honda CBR1000RR | Honda Racing Corporation | [ 10 ] |
| 2020 | Eric Granado     | Honda CBR1000RR | Honda Racing Corporation | [ 11 ] |
| 2021 | Pedro Sampaio    | Honda CBR1000RR | RXP / TRH Racing         | [ 12 ] |
| 2022 | Pedro Sampaio    | Honda CBR1000RR | Luvizotto Race Team      | [ 13 ] |
| 2023 | Maxi Gerardo     | BMW S1000RR     | BMW Rider Experience     | [ 14 ] |

## Sistema de pontuação
| Posição | 1  | 2  | 3  | 4  | 5  | 6  | 7 | 8 | 9 | 10 | 11 | 12 | 13 | 14 | 15 |
| Pontos  | 25 | 20 | 16 | 13 | 11 | 10 | 9 | 8 | 7 | 6  | 5  | 4  | 3  | 2  | 1  |

- No campeonato de construtores, só os pontos do piloto mais bem classificado contam para o campeonato.

O SuperBike apresenta 7 categorias que são divididas seguindo alguns critérios como idade ou tipo de moto. Além disso, cada categoria pode apresentar subcategorias que tornam as pistas ainda mais inclusivas e permitem que mais pilotos possam acelerar com a gente. 
A principal categoria é a SuperBike, que remete às motos de 1.000cc, que são as mais potentes e modernas no que diz respeito à sua fabricação, separada entre as categorias Pro e Evo. Entretanto, é possível aproveitar também as outras modalidades: 
– SuperBike Light – que apresenta também as subcategorias Master e Master Sênior
– SuperSport 600 – com também contém as subcategorias Pro, Extreme, Extreme Pro e Estreante;
– Copa Honda CBR 650R – que apresenta também as subcategorias Light e Master;
– SuperSport 400 – que apresenta as subcategorias Ninja 400 CUP, R3 e Master;
– SuperBike Escola – que também apresenta a subcategoria Estreante;
– Honda Jr. Cup.

## Cronograma por etapa (final de semana)
- Sexta
  - 1ª qualificação (60 minutos) e 1º treino livre (60 minutos)
- Sábado
  - 2ª qualificação (60 minutos) e 2º treino livre (60 minutos)

Os tempos da 1ª e 2ª qualificação são combinados e os 16 pilotos mais rápidos qualificam-se para a Superpole. Os restantes têm sua posição definida no tempo por volta, começando com o 17º. Para se qualificarem para a corrida, os pilotos devem ter um tempo não superior a 107% do tempo da pole position.
- Domingo
  - Aquecimento (20 minutos); 1ª Corrida.

## Campeões da Temporada 2013
| Categoria                       | Campeão                            | Info   |
| ------------------------------- | ---------------------------------- | ------ |
| SuperBike                       | 36 - Maico Teixeira                | [ 15 ] |
| SuperBike Pro Amador            | 144 - Marcelo Cortes               |        |
| SuperBike Pro Estreante         | 777 - Pablo Moysés                 |        |
| SuperBike Pro Master            | 94 - Carlos Augusto Pop            |        |
| 600cc SuperSport Pro            | 777 - Douglas Figueiredo           |        |
| 600cc SuperSport Pro Amador     | 19 - Douglas Pecoraro              |        |
| SuperBike Light                 | 137- James Mike                    |        |
| SuperBike Light Master          | 71 - Jun Sakakibara                |        |
| Copa Honda CB 300R Pro          | 55 - Osvaldo Jorge Filho, o Duende |        |
| Copa Honda CB 300R Light        | 50 - Allex Alvarenga               |        |
| Copa Kawasaki Ninja 300cc Pro   | 46 - André Gama                    |        |
| Copa Kawasaki Ninja 300cc Light | 15 - William Rodrigo Ribeiro       |        |
| Copa Kawasaki Ninja 250R Pro    | 9 - Marcelo Augusto Cristal        |        |
| Copa Kawasaki Ninja 250R Light  | 44 - Claudinei Costa e Silva       |        |
| Honda Junior Cup                | 46 - Lucas Torres                  |        |

## Campeões da Temporada 2014
| Categoria                      | Campeão                      | Info   |
| ------------------------------ | ---------------------------- | ------ |
| SuperBike                      | 36 - Maico Teixeira          | [ 16 ] |
| SuperBike Pro Estreante        | 08 - Sabrina Paiuta          | [ 16 ] |
| SuperBike Pro Master           | 44 - Mauro Beni              | [ 16 ] |
| SuperBike Pro Amador           | 38 - Ricardo Negretto        | [ 16 ] |
| SuperBike Light                | 913 - Fernando Guerra        | [ 16 ] |
| SuperBike Light Master         | 83 - Luis Paulo Oshiro       | [ 16 ] |
| 600 SuperSport                 | 17 - Danilo Lewis            | [ 16 ] |
| 600 SuperSport Pro Amador      | 75 - Fabricio de Castro      | [ 16 ] |
| Copa Honda CBR 500R            | 25 - Igor Calura             | [ 16 ] |
| Copa CBR 500R Light            | 33 - Alef Barbosa            | [ 16 ] |
| Copa CBR 500R Teen             | 15 - Willian Ribeiro         | [ 16 ] |
| Copa CBR 500R Master           | 11 - Suzane Carvalho         | [ 16 ] |
| Honda Junior Cup               | 13 - Renzo Ferreira          | [ 16 ] |
| Copa Kawasaki Ninja 600        | 84 - Junior Moreira          | [ 16 ] |
| Copa Kawasaki Ninja 600 Master | 113 - Edvaldo Jose Martinati | [ 16 ] |
| Copa Kawasaki Ninja 300        | 1 - Gustavo Carreira Gil     | [ 16 ] |
| Copa Kawasaki Ninja 300 Light  | 78 - Abimael de Souza        | [ 16 ] |
| Copa Kawasaki Ninja 250 Light  | 822 - Niko Ramos             | [ 16 ] |

## Campeões da Temporada 2015
| Categoria                      | Campeão                        | Info   |
| ------------------------------ | ------------------------------ | ------ |
| SuperBike                      | 68 - Diego Faustino            | [ 17 ] |
| SuperBike Pro Amador           | 20 - Fernando Min              | [ 17 ] |
| SuperBike Pro Estreante        | 38 - Ricardo Negretto          | [ 17 ] |
| SuperBike Pro Master           | 31 - Rogério Gentil Fernandes  | [ 17 ] |
| SBK Light                      | 560 - Juracy Rodrigues ‘Black’ | [ 17 ] |
| SuperBike Light Master         | 8 - Michel Abboud              | [ 17 ] |
| SuperSport                     | 70 - Matheus de Oliveira Dias  | [ 17 ] |
| SuperSport Pro Amador          | 86 - Rafael Dadario            | [ 17 ] |
| SuperSport Pro Estreante       | 83 - Christian Cerciari        | [ 17 ] |
| Copa Kawasaki Ninja 600        | 23 - Diego Viveiros            | [ 17 ] |
| Copa Kawasaki Ninja 600 Master | 113 - Edvaldo José Martinati   | [ 17 ] |
| Copa Kawasaki Ninja 300        | 822 - Niko Ramos               | [ 17 ] |
| Copa Kawasaki Ninja 300 Light  | 234 - Fernando Santos          | [ 17 ] |
| Copa Honda CBR 500R            | 7 - Lucas Dezeró               | [ 17 ] |
| Copa Honda CBR 500R Light      | 45 - Weslley Leandro Ribeiro   | [ 17 ] |
| Copa Honda CBR 500R Junior     | 45 - Weslley Leandro Ribeiro   | [ 17 ] |
| Copa Honda CBR 500R Master     | 11 - Suzane Carvalho           | [ 17 ] |
| Honda Junior Cup               | 271 - Gabriel Favero           | [ 17 ] |

## Campeões da Temporada 2016
| Categoria                      | Campeão                       | Info   |
| ------------------------------ | ----------------------------- | ------ |
| SuperBike                      | 68 - Diego Faustino           | [ 18 ] |
| SuperBike Pro Amador           | 6 - Jeferson Marchesin Friche | [ 18 ] |
| SuperBike Pro Estreante        | 77 - Luciano Pokemon          | [ 18 ] |
| SuperBike Pro Master           | 100 - Jirios Semaan Abboud    | [ 18 ] |
| SuperSport                     | 51-Eric Granado               | [ 18 ] |
| SuperSport Pro Amador          | 231 - Diego Viveiros          | [ 18 ] |
| SuperBike Light                | 146 - Rodrigo Calmon Dazzi    | [ 18 ] |
| SuperBike Light Master         | 9 - Marcos Ramalho            | [ 18 ] |
| Copa Honda CBR 500R            | 53 - Leonardo Tamburro        | [ 18 ] |
| Copa Honda CBR 500R Light      | 52 - Rafael Rigueiro          | [ 18 ] |
| Copa Honda CBR 500R Teen       | 52 - Rafael Rigueiro          | [ 18 ] |
| Copa Kawasaki Ninja 600        | 30 - Bruno Rodrigues          | [ 18 ] |
| Copa Kawasaki Ninja 600 Master | 65 - Valter Rubino            | [ 18 ] |
| Copa Kawasaki Ninja 300        | 234 - Fernando Santos         | [ 18 ] |
| Copa Kawasaki Ninja 300 Light  | 707 - Jeferson Souza          | [ 18 ] |
| SuperStreet                    | 27 - Eliton Kawakami          | [ 18 ] |
| Yamaha R3 Cup                  | 7 - Marciano Santin           | [ 18 ] |
| Copa Honda Junior Cup          | 98 - Bruno González           | [ 18 ] |

## Campeões da Temporada 2018
| Categoria                    | Campeão                      | Info   |
| ---------------------------- | ---------------------------- | ------ |
| SuperBike                    | 51-Eric Granado              | [ 19 ] |
| SuperBike Extreme            | 6-Jeferson Friche            | [ 19 ] |
| SBK Evolution                | 34-Bruno Corano              | [ 19 ] |
| SBK Evo1000cc                | 186-Felipe Comerlatto        | [ 19 ] |
| SBK Light                    | 37-Marcio Ferreira Bortolini | [ 19 ] |
| SuperStock                   | 18-Guto Figueiredo           | [ 19 ] |
| SBK Master                   | 66-Guilherme Neto            | [ 19 ] |
| SuperSport                   | 260-Matheus Barbosa          | [ 19 ] |
| SuperSport Extreme           | 43-Marcelo Caetano           | [ 19 ] |
| 959 Panigale Cup             | 181-Rodrigo Cabecinha        | [ 19 ] |
| Yamalube R3 Cup              | 44-Gui Brito                 | [ 19 ] |
| Yamalube R3 Stock            | 12-Humberto Turquinho        | [ 19 ] |
| Copa Honda CBR 500R Pro      | 59-Enzo Valentim             | [ 19 ] |
| Copa Honda CBR 500R Teen     | 59-Enzo Valentim             | [ 19 ] |
| Copa Honda CBR 500R Light    | 90-Raphael Ramos             | [ 19 ] |
| Copa Honda CBR 500R Feminino | 199-Indiana Muñoz            | [ 19 ] |
| Copa Honda CBR 500R Extreme  | 7-Marcelo Moreno “MM”        | [ 19 ] |
| SuperBike Escola             | 126-Fabio Pitta              | [ 19 ] |
| SuperSport Escola            | 118-Marco Ferreira           | [ 19 ] |
| Honda Junior Cup             | 91-Caique Lanna              | [ 19 ] |

## Campeões da Temporada 2019
| Categoria                   | Campeão                     | Info   |
| --------------------------- | --------------------------- | ------ |
| SuperBike                   | 51-Eric Granado             | [ 20 ] |
| SuperBike Extreme           | 146-Rodrigo Dazzi           | [ 20 ] |
| SBK Evolution               | 34-Bruno Corano             | [ 20 ] |
| SBK Evo1000cc               | 37-Marcio Bortolini         | [ 20 ] |
| SBK Light                   | 42-Victor Villaverde        | [ 20 ] |
| SBK Evo Master              | 26-Cris Nogueira            | [ 20 ] |
| SuperStock                  | 18-Guto Figueiredo          | [ 20 ] |
| SBK Master                  | 45-Nelson Mágico            | [ 20 ] |
| SuperSport                  | 260-Matheus Barbosa         | [ 20 ] |
| SuperSport Extreme          | 25-Pedro Valiente           | [ 20 ] |
| Stock 600cc                 | 63-Mauricio Marques         | [ 20 ] |
| SuperSport Master           | 52-Rubens Arenas Bosch      | [ 20 ] |
| Yamalube R3 Cup             | 44-Gui Brito                | [ 20 ] |
| Yamalube R3 Stock           | 12-Humberto Turquinho       | [ 20 ] |
| Yamalube R3 Master          | 10-Fabinho Jandaia          | [ 20 ] |
| Copa Honda CBR 500R Pro     | 90-Raphael Ramos            | [ 20 ] |
| Copa Honda CBR 500R Teen    | 90-Raphael Ramos            | [ 20 ] |
| Copa Honda CBR 500R Light   | 91-Luiz Henrique “Luizinho” | [ 20 ] |
| Copa Honda CBR 500R Extreme | 13-Gilberto Junior          | [ 20 ] |
| SuperBike Escola            | 889-Rafael Palmieri         | [ 20 ] |
| SuperSport Escola           | 598-Victor Simões           | [ 20 ] |
| Honda Junior Cup            | 14-João Teixeira            | [ 20 ] |